# بطاقة يو بي
بطاقة يو بي (بالإنجليزية: CardUP)‏ هو برنامج أمريكي لجمع التبرعات الرقمية للمنظمات غير الربحية. تم تطويره استجابة لجائحة كورونا في الولايات المتحدة الامريكية. تأسست الشركة في آذار 2020 ومقرها في مدينة نيويورك.

## التصور
تأسست CardUP في مارس 2020 من قبل طلاب مدرسة Frisch في باراموس، نيو جيرسي (كانت مدرستهم الثانوية أول مدرسة في نيو جيرسي تُغلق نتيجة لوباء COVID-19 في تلك الولاية ).    